# Будятичи
Будятичи (укр. Будятичі) — село в Поромовской сельской общине Владимирского района Волынской области Украины.
До 2020 года входило в Иваничевский район.
Код КОАТУУ — 0721187702. Население по данным 2022 года составляет 636 человек. Почтовый индекс — 45313. Телефонный код — 3372. Занимает площадь 5 км².

## География
Будятичи находятся в междуречье Западного Буга и его правого притока Луги, 22 км на юго-запад от Владимира-Волынского, на юго-восточной окраине города Нововолынска, который возник в 1951 г. на части земель сел Низкиничи, Дорогиничи, Будятичи и Русовичи.
В селе находится целебный источник. На юг от Будятич, в поле, — источник «Крыныця» (Колодец), с которого берет начало поток, русло которого разделяет села Старая Лешня и Осмиловичи и возле с. Кречев впадает в Западный Буг. Правый приток Буга называется Студянка (в прошлом — Гнида). Студянка служит водоразделом между Будятичами и присёлком Русовичи. Студянка была полноводной речкой. Её ширина достигала 4—6 м, глубина 1,5—2,5 м. Раньше Студянка была обсажена вербой. Сегодня на её месте остались болотные канавы и болотные заросли.

## Этимология названия
- Будятичи — поселение семьи или подданных Будяты / Будимира[3]. В Иваничевском районе отмечается значительная густота архаичных ойконимов на -ичи — из пятидесяти шести названий пятнадцать имеют такую структуру[4].

«Буда» — село, где берут мыто или налоги и дани. «Ять» означает взять. Проживало население, которое обслуживало взимание княжеских налогов или дани. Рядом был центр, куда эти налоги предназначались
(Павловский А. Т.).

## Урочища, топоними
В Будятичах, в селе и на полях, были такие урочища: «На выгоне», «За дубиной», «До Низкинич», «За садом», «За валом», Долинки", «Вакант», «Подставье» и «Луг». В ур. «Млинец» была прежде водяная мельница. Была также корчма в ур. «На выгоне». Под 1572 г. упоминается место общественных (судебных) сборов: «обчее местцо… у церкви святого Миколы».

## История
- Древнейшее известное документальное упоминание о селе датировано 31 декабря 1450 г. Тогда князь Свидригайло за верную службу дал Митку, племяннику луцкого старосты Немыри Резановича герба Яструбец, село Липая в Перемильском повете и в Владимирском повете «на Погорьи» — Будятичи, Тишковичи, Дубровицу, Лишню и Стяги[7].
- 3 января 1452 г. — Казимир Ягайлович обновил дарчую Митку, племяннику Немыри, на Будятичи, Тишковичи, Дубровицу и Лишню во Владимирском уезде[8].
- 11 сентября 1471 г. — Волынский земянин Юшко Камка дал своєму племяннику Стецку Шишкиничу с. Будятичи, обеспечивая его при бракосочетании с Матрушкой, дочерью волынской земянки Марии Вохновой[9].
- В 1545 г. — Солтан, Богдан и Иван из Будятич обязывались содержать одну городню Владимирского замка[10].
- В 1568 г. — упоминание в тестаменте Аникия Богдановича Бутетицкого об опеке над женой Анной и детьми Еленой и Магдаленой[11].
- В 1578 г. — Ян Уменський жалуется на земского писаря Федора Солтана с Будятич о неуплате денег[12].
- В 1579 г. — запись Аникия Богдановича Ставецкого из с. Бутетичи вена его жене Анне[13].
- В 1648 г. — принадлежали Малюшинской.
- В конце XVII века стали собственностью князей Черторийских.
- В 1724 г. — село продали Чацкому, а позже принадлежало Пашкевичам.
- В XIX в. Будятичи принадлежали Эмилии Дверницькой.
- Последним владельцем имения был Василий Бобко, а остальные 370 десятин земли были разделены.

## Археология
- Найден римский денарий Гордиана III[14].
- Во время земляных работ обнаружены кости мамонта и зубы носорога[15].
- Археологическая разведка А.Златогорського на территории Будятич в 2013 г. обнаружила поселение пражско-корчакской культуры начала VI в. и древнерусского периода IX—X вв. Памятник находится в 2 км на северо-запад от села, на невысоком мысе левого берега р. Студянки, высотой до 3 м над уровнем заплавы, на площади до 2 га. В разведочной траншее размерами 2,0×4,0 м объектов не обнаружено. В культурном слое выявлены фрагменты керамических изделий пражско-корчакской культуры. Эта керамика соответствует 2 варианту посуды 1 вида пражско-корчакской культуры за классификацией И. П. Русановой. В 2005 г. похожая посуда найдена экспедицией Д.Козака на берегу Хренниковского водохранилища Ровенской области. Тогда исследователем она была датирована первой половиной VI в., а поселение признано первым и единственным на Волыни поселением пражско-корчакской культуры ранних славян того времени. Кружальная керамика представлена 2 венчиками, 1 стенкой и 1 донышком. Датируется она IX—X в. и известна на многих памятниках Правобережной Украины[16].

## Персоналии
- Дверницкий Емельян Николаевич (*1838 — +02.07.1907)

Владелец поместья в Будятичах, которое к тому времени стало центром по изучению Волыни. Действительный статский советник. Археолог, председатель братства св. Владимира во Владимире-Волынском, первый председатель Совета братства и хранитель древнехранилища Е. Дверницкий подготовил «Краткую опись» предметов древнехранилища. Он является автором публикаций по истории и археологии Волыни:
- Дверницкий Е. Н. Краткая опись предметов, находящихся в Древлехранилище православного Свято-Владимирского братства в г. Владимире-Волынском. — Киев, 1892
- Дверницкий Е. Н. Археологические исследования в г. Владимире Волынском и его окрестностях. — Киевская старина, 1887. — № 1. — с.36—50.
- Дверницкий Е. Н. Памятники древнего православия в г. Владимире-Волынском. — Киев, 1889. — 65с.[18]
- Бобко Евгений Васильевич (*12 травня 1890 р. — +1959 р.)

Сын последнего владельца имения в Будятичах. Выдающийся ученый-селекционер. Окончил мужскую гимназию в г. Остроге. В 1907 г. стал студентом естественного факультета Киевского университета имени св. Владимира, который оканчивает в 1912 году по специальности «химия». В том же году Евгений остается на кафедре частного земледелия и занимается научно-исследовательской работой под руководством профессора Прянишникова. С 1918 по 1924 г. работает на этой же кафедре. В 1924 г. Бобко назначают профессором кафедры агрономической химии в Харькове. В 1925—1929 гг. Евгений Васильевич — сотрудник Сибирского сельскохозяйственного института в Омске. С 1929 г. работает заведующим агрономического отдела Центрального научно-исследовательского института сахарной промышленности. С 1935 г. Бобко работал во Всесоюзном институте удобрений. Редактировал научные журналы Академии наук. Используя фосфаты, изобрел метод лечения сахарной свеклы от болезни, которая называется гниль сердечка. Исследовал влияние микроэлементов на почвы при выращивании растений. Написал 150 научных трудов, воспитал многих кандидатов наук. Умер в 1959 г. Похоронен в Москве. Одна из улиц во Владимире-Волынском названа в его честь.

## Будятичские древности
Церковь Св. Николая Чудотворца
- Древнейший известний храм в Будятичах построен до 25 марта 1564 г.
- 1668 г. — сооружена новая церковь в Будятичах.
- Во времена Эмилии Дверницкой новую церковь построили на месте предыдущей.
- В 1945 г. из церкви села Будятичи, которая была разрушена во время войны, в Грибовицкую церковь передали иконы.
- По сообщению Н. Теодоровича изображение Будятичской церкви хранилось в Братском древнехранилище.

Церковные книги, впоследствии хранившиеся в библиотеке Владимирского братства.
- Рукописное Евангелие. Написанное полууставом XVI в. На одном из листов — надпись 1 пол. XIX ст.: «Сію книгу надобно подереть, ибо она уніатска, а теперь надобно россійскихъ».
- Печатное т. н. среднешрифтное Евангелие 1550-х годов. В книге есть вкладная запись 25 марта 1564 г. Архимандрит Леонид атрибутировал её как вильнюсское издание[21]. Самое подробное описание книги (№ 750454. Хранится в Харьковской государственной научной библиотеке им. В. Короленко) сделано в 1987 году: «На л.2 запись (XVIII в.?) на польськом языке: „Ta Ewanyelia jest Cerkwi Butiatyckiey“; На л.3 скоропись: „Лета ҂ЗОВ-го [7072=1564] м[еся]ца марта КЕ [25] д[е]нь на Благовещение прес[вя]т[ыя] нашея владычицы богородицы и…[часть нижнего поля обрезана] д[е]вы Мареи положил сию к[нигу] еваногилья у Николы…“; На пустом л.184, в его центральной части — латинская запись „….1789…“».[22]
- Анфологион львовского издания 1638 г. Согласно маргиналиям в 1640 г. книга пожертвована в Ожиговецкую церковь; в 1653 г. продана в г. Локачи; в 1661 г. куплена для Будятицкого храма.
- Помянник XVIII века.
- Ирмолой львовского издания 1700 г., пожертвован Будятицкой церкви в 1701 г.

В книге Владимирского гродского суда за 1624 г. в тестаменте Гельяша Малищинского, который с 1616 по 1621 г. занимал должность владимирского гродского писаря, кроме распоряжения о захоронении его тела в Будятичской церкви Св. Николая, есть указание о даровании храму всех его книг русских, то есть книг рукописных и, возможно, печатных кириллическими буквами на западнорусском языке.
Двор в Будятичах
Подробный реестр дворового владения в с. Будятичах есть в показаниях пристава Волынского воеводства Василия Тучапского, обнаруженных в документах книги Владимирского гродского суда от 3 августа 1605 г.: «Напєрєд двор Бутятицкии: изба, свєтлица, синъ, комната малая, свєтлица, синъ, пєкарня, комора, зовнєи под однымъ дахом, добрє побитая, з добрыми пєчми, з лавы, з оболонями и с коминами муроваными; другии дом: подъ нимъ коморъ двє, навєръху свєтлица и комната, а пєрєдъ свєтълицєю малая изба с лавами, с оболонами и пєчъ добърая подъ одъным дахомъ, добърє побитыи; на дворє пивница, надъ пивъницєю комора добърє побита; тамъ жє на дворє коморъка для схованя рєчєи. Дворъ увєсь добърє огорожоныи, садъ добърє огорожоныи, алє жадъного jовоцу нємашъ; огороды добрє огорожоные, гумъно добрє jгорожоныое, а в гумнє стодола албо шопа добрая; хлєвов три нєдобрє покрытых».
Будятицкий Святой источник и часовня
За местными преданиями, в 1637 г. на господском поле, на том месте, откуда пульсировала вода, неожиданно появился иконописный образ Божией Матери (дата события почерпнута из подписи на иконе). Когда люди приближались к источнику, икона не давалась в руки, исчезая в воде. После многих попыток эту нерукотворную святыню получили двое детей-сирот из села Кречева и передали в Будятичскую церковь Чудотворца Николая. Поэтому эту икону называют Будятичевской. А поскольку произошло это в пятницу, на десятой неделе после Пасхи, то именно в этот день на протяжении веков к построенной на этом месте часовне идут люди, чтобы поклониться образу Божией Матери, которую приносят из церкви, попросить у неё заступничества.
Слава об образе Богородицы и целебной воде быстро распространилась краем, и многие пошли к источнику. Так как они протаптывали тропу полем, за барским приказом колодец засыпали. Однако вскоре вода пробилась в другом месте. А господин ослеп и его охватило большое отчаяние. Но тут во сне ему явилась Богородица и сказала: «Открой святой источник и умой свои глаза». Он так сделал и тогда зрение вернулось. После этого он стал глубоко верующим человеком, восстановил колодец и соорудил рядом часовню.
В годы гонений на Церковь часовню неоднократно разрушали, источник засыпали, замуровывали бетоном, но вода всегда пробивалась в новом месте. В 1989 году над целебным источником построена новая часовня.
Чудотворный образ «Будятичской» Божьей Матери
Теперь, как и в прежние времена, каждый год, в десятую пятницу после Пасхи, чудотворный образ «Будятичской» Божьей Матери выносят на поклонение людям. В 2007 г. исполнилось 370 лет со дня явления чудотворного образа. Литургию в Николаевском храме села Будятичи возглавил епископ Владимир-Волынский и Ковельский Никодим. Почтить память чудотворной иконы прибыли многочисленные паломники, духовенство и представители власти. После Литургии верующие отправились крестным ходом к святому источнику — паломники во главе со своим архипастырем прошли более 5 километров к месту явления образа Богоматери. На святом источнике был совершен водосвятный молебен, после которого владыка Никодим поздравил прихожан и паломников с праздником.
Чудотворному образу посвящены тропарь, кондак и величания, написанные протоиереем Иваном Сабивчаком Отец Иван Сабивчак собрал множество фактов об этом необычном месте, об исцелении водой и молитвой больных, которые легли в основу его книги «Чудотворная икона и целебный источник Будятичевский».

## Интернет-ссылки
- Історична правда з Вахтангом Кіпіані: Де народився Володимир Великий?
- Кралюк П. Коріння Хрестителя Русі. Володимир Святий — родом із Волині?
- Кралюк П. Війни у Вікіпедії, або чи пошанує Україна Володимира Святого?
- Будятичи на исторических картах. Архивировано из оригинала 11 апреля 2013 года.
- Будятичи. Спутниковое фото в Google maps
- Будятичи. Интерактивная карта
- Киев-Ровно-Будятичи. Маршрут на карте
- Ужгород-Львов-Будятичи. Маршрут на карте
- Хмельницкий-Тернополь-Будятичи. Маршрут на карте
- Москва-Минск-Будятичи. Маршрут на карте
- Варшава-Будятичи. Маршрут на карте
- Будятичи на сайте Верховной рады Украины
- Погода в селе Будятичи
- Воладимир-Волынский исторический музей
- Нововолынский исторический музей
- Статистика посещаемости страницы «Будятичи». Дата обращения: 6 января 2022. Архивировано из оригинала 10 августа 2020 года.